# Système d'intégration centraméricain
Le Système d'intégration centraméricain (en espagnol : Sistema de la Integración Centroamericana : SICA) est une organisation politique, économique et culturelle des pays d'Amérique centrale en vigueur depuis le 1er février 1993. C'est le 13 décembre 1991 que tous les pays de l'Organisation des États centraméricains (en espagnol : Organización de Estados Centroamericanos : ODECA) ont signé le Protocole de Tegucigalpa qui étend la coopération à la recherche de la paix régionale, à la liberté politique, la démocratie et le développement économique. Le siège du Secrétariat général du SICA est situé au Salvador.

## Membre
Le cadre institutionnel du SICA intègre les États du Guatemala, du Salvador, du Honduras, du Nicaragua, du Costa Rica et du Panama. Belize a rejoint l'Organisation en 2000 comme membre de plein droit. La République dominicaine est devenue membre associé en 2004, Haïti en 2013. Le Mexique, le Chili et le Brésil siègent comme observateurs régionaux, tandis que la République de Chine, l'Espagne, l'Allemagne, le Japon, la France et la Turquie participent en tant qu'observateurs extrarégionaux. Le SICA, de son côté, participe en tant qu'observateur aux sessions de l'Assemblée générale des Nations unies et possède des bureaux permanents au siège de l'ONU. Ce système bénéficie du soutien de l'Organisation des Nations unies (Résolution A/48 L du 10 décembre 1993).

## Contexte
Le SICA correspond à l’ancien marché commun centraméricain (MCCA) qui avait été fondé en 1961. Le SICA compte cinq États membres fondateurs : Costa Rica, Guatemala, Honduras, Nicaragua et Salvador. Le Belize et le Panama qui n'étaient pas membres de l'ancien MCCA, ont rejoint l'organisation.

## CA-4
Le Guatemala, le Honduras, le Salvador et le Nicaragua forment un ensemble plus intégré économiquement et politiquement : Convenio Centroamericano de libre movilidad ou CA-4. Accord de coopération politique signé entre ces 4 États, le CA-4 a été instauré en juin 2006 établissant un espace de libre-circulation, sans contrôle aux frontières pour les citoyens de ces États ainsi qu'un régime de visa harmonisé vis-à-vis des pays tiers. Le CA-4 est une forme d'espace Schengen de l'Amérique centrale.